# Питер Хуистра
Питер Хуистла (хол. Pieter Huistra; Goënga, 18. јануар 1967) бивши је холандски фудбалер.

## Каријера
Током каријере играо је за Гронинген, Твенте, Ренџерс и многе друге клубове.

## Репрезентација
За репрезентацију Холандије дебитовао је 1988. године. За национални тим одиграо је 8 утакмица.

## Статистика
| Холандија | Холандија | Холандија |
| Год.      | Ута.      | Гол.      |
| --------- | --------- | --------- |
| 1988      | 1         | 0         |
| 1989      | 4         | 0         |
| 1990      | 0         | 0         |
| 1991      | 3         | 0         |
| Укупно    | 8         | 0         |